# Senčak pri Juršincih
Senčak pri Juršincih is een plaats in Slovenië en maakt deel uit van de gemeente Juršinci in de NUTS-3-regio Podravska. De plaats telde 109 inwoners op 1 januari 2020.